# Армавірський сільський округ
Армаві́рський сільський округ (каз. Армавир ауылдық округі, рос. Армавирский сельский округ) — адміністративна одиниця у складі Єгіндикольського району Акмолинської області Казахстану. Адміністративний центр та єдиний населений пункт — село Спиридоновка.
Населення — 382 особи (2021; 464 у 2009, 728 у 1999, 1187 у 1989).
Станом на 1989 рік існувала Армавірська сільська рада (село Спиридоновка).